# Celecoxib
El celecoxib es un medicamento antiinflamatorio no esteroideo (AINE) indicado para el alivio del dolor en pacientes con osteoartritis, dismenorrea y artritis reumatoide, aunque también es utilizado para el alivio de los síntomas en pacientes mayores de dos años que sufran artritis reumatoide juvenil. Se vende con diferentes nombres comerciales, entre otros «Celebrex». Reduce el número de pólipos en el colon y recto en pacientes con poliposis adenomatosa hereditaria. El celecoxib es un inhibidor selectivo de la enzima ciclooxigenasa 2 y se presenta en cápsulas.
Respecto a sus efectos secundarios, aumenta en un 37 % el riesgo de sufrir episodios vasculares, como infartos de miocardio o accidentes cerebrovasculares y también puede causar la muerte por complicaciones relacionadas. También eleva en un 81 % el riesgo de padecer problemas gastrointestinales, como perforaciones, obstruciones o hemorragias gastrointestinales, algo que sin embargo es común en todos los AINE. En julio de 2015, la FDA de Estados Unidos aumentó las advertencias sobre los ataques al corazón o problemas cerebrovasculares que pueden causar los antiinflamatorios no esteroideos, a excepción de la aspirina. Respecto a esto, algunos estudios y metaestudios no han encontrado evidencias de que el celecoxib cause mayor riesgo cardiovascular que los demás AINE en pacientes sin antecedentes, pero otros han concluido que el celecoxib podría ser más peligroso que los demás AINE para grupos de riesgo con enfermedades vasculares, aunque esta conclusión ha sido puesta en duda por otros análisis.
En comparación con la mayoría de antiinflamatorios no esteroideos, es un AINE de reciente descubrimiento, comercializado en su origen por la farmacéutica estadounidense Pfizer para el tratamiento de la artritis. A pesar de las advertencias de la American Heart Association sobre que las personas con alto riesgo de padecer enfermedades del corazón solo deben consumir celecoxib como último recurso, fue recetado, solo en Estados Unidos, a 2,4 millones de personas en 2011 y es uno de los medicamentos que mayor volumen de negocio ha generado a Pfizer en el país, con ventas por valor de más de 2500 millones de dólares hasta 2012. Aunque tiene efectos similares en el alivio del dolor en comparación con otros medicamentos habituales como el paracetamol, el ibuprofeno o el naproxeno, es cinco veces más caro y el coste de un mes de tratamiento en Estados Unidos cuesta más de 200 dólares.

## Indicaciones
El celecoxib está indicado en la práctica clínica para dolores agudos por traumatismos, osteoartritis y otras formas de artritis aguda, dolores de la menstruación. Se ha observado que reduce el número de pólipos en el colon y recto de pacientes con poliposis adenomatosa familiar. Su indicación original era la reducción de dolor e inflamación al mismo tiempo que se minimizaban los efectos adversos gastrointestinales característicos de los AINE. En la práctica, se indica el celecoxib para pacientes que requieren alivio regular y a largo plazo de dolor. El alivio del dolor ofrecido por celecoxib es muy similar al alivio del paracetamol, aunque no se ha comprobado que haya alguna ventaja en el uso del celecoxib para el dolor agudo y de corto plazo que otros AINES.

## Farmacología
Celecoxib es un inhibidor altamente selectivo de la enzima COX-2, teniendo una selectividad 20 veces mayor por la COX-2 que por la COX-1 y, por lo tanto, inhibe la producción de prostaglandina, reduciendo la inflamación y el dolor sin los efectos adversos gastrointestinales como úlceras estomacales comunes de otros AINE no selectivos. El celecoxib es igualmente efectivo en la artritis reumatoidea y la osteoartrosis que otros AINE. En algunos ensayos ha causado menos úlceras endoscópicas que la mayoría de los AINE.
Debido a que es una sulfonamida, el celecoxib puede causar irritación en la piel. No afecta la agregación plaquetaria e interactúa solo de manera ocasional con la warfarina, como es de esperarse en un medicamento que es metabolizado por vía la enzima citocromo P450 CYP2C9.
Como el resto de los inhibidores selectivos de la COX-2, se continua investigando al celecoxib para determinar si el efecto que tiene sobre la prostaciclina pudiese conllevar a un estado protrombótico, es decir, que favorezca la aparición de trombos. La frecuencia de aparición de otros efectos adversos es muy similar a la de otros AINE. Celecoxib muy rara vez causa edema o trastornos renales, y se ha documentado hipertensión arterial con el uso de este medicamento.
La dosis habitual en adultos de celecoxib es de 100 y 200 mg tomada una o dos veces al día. Se recomienda utilizar siempre la menor dosis que sea eficaz en el alivio del dolor.

## Efectos adversos

### Gastrointestinal
En teoría, la selectividad por la COX-2 debería dar como resultado una incidencia significativamente reducida de úlceras si se compara con la que causan los antiinflamatorios no esteroideos tradicionales. El cuerpo principal de evidencia en favor de esta teoría se basa en los resultados de un estudio de seis meses publicado en el 2000, que permitió inferir una considerable reducción en úlceras y sus complicaciones con la administración de celecoxib en comparación con el ibuprofeno y diclofenaco, solo si no se tomaba aspirina, misma conclusión a la que se llegó en un estudio realizado en el 2002 pero considerando un período de 12 semanas. Sin embargo, otro estudio con una dosis más alta de celecoxib (800 mg al día) no mostró ninguna diferencia entre los medicamentos estudiados al cabo de 12 meses.

### Alergia
El celecoxib contiene un sustituyente sulfonamida, por lo que puede causar reacciones alérgicas en pacientes sensibles a medicamentos que contengan sulfonamidas; en consecuencia, el celecoxib está contraindicado en pacientes que hayan tenido alergias a algún AINE. Por otro lado, en un estudio de caso realizado en el 2009 se observó que este medicamento podría producir un cuadro anafiláctico en pacientes que previamente habían tolerado sulfonamida y celecoxib.

### Cardiopatías
Ha habido preocupaciones clínicas sobre la posibilidad de que los que tomen AINE tengan un mayor riesgo de infarto de miocardio y derrame cerebral, especialmente medicamentos como el celecoxib que son específicos en la inhibición de COX-2, desde la retirada del mercado del rofecoxib (Ceoxx) en el año 2004. En febrero del 2007, la Asociación Estadounidense del Corazón advirtió que el celecoxib debe usarse solo como último recurso en pacientes con enfermedad cardíaca o con riesgos previos de cardiopatías y sugirieron el uso de paracetamol u otros AINE más antiguos, como el naproxen como alternativas más seguras en el alivio del dolor en este grupo de pacientes.

### Embarazo y lactancia
En octubre del 2020, la Administración de Medicamentos y Alimentos de los Estados Unidos (FDA) requirió que la etiqueta del medicamento se actualizara para todos los medicamentos antiinflamatorios no esteroides para describir el riesgo de problemas renales en los bebés por nacer que provoquen un nivel bajo de líquido amniótico. Recomiendan evitar los AINE en mujeres embarazadas a las 20 semanas del embarazo o después.